# مارتش تشوتافوت
مارتش تشوتافوت (بالتايلندية: จุฑาวุฒิ ภัทรกำพล) (لقب: إن مارش) هو ممثل تايلاندي.

## السيرة
ولد مارتش تشوتافوتفيفي 21 مارس 1993، تخرج من المدرسة الابتدائية، غابرييل وتخرج من المدرسة الثانوية سكولارب (العلوم - الرياضيات) يدرس حاليا للحصول على درجة البكالوريوس. كلية التجارة والمحاسبة. بجامعة شولالونغكورن.

## روابط خارجية
- مارتش تشوتافوت على موقع IMDb (الإنجليزية)
- مارتش تشوتافوت على موقع قاعدة بيانات الفيلم (الإنجليزية)
- مارتش تشوتافوت على موقع كينوبويسك (الروسية)